# Voleibol de praia nos Jogos Asiáticos da Juventude de 2009
As competições de voleibol de praia nos Jogos Asiáticos da Juventude de 2009 ocorreram entre 1 e 5 de julho. Dois torneios foram disputados.

## Calendário
| Junho/Julho       | 20 | 22 | 24 | 27 | 29 | 30 | 1 | 2 | 3 | 4 | 5 | 6 | 7 | Finais |
| ----------------- | -- | -- | -- | -- | -- | -- | - | - | - | - | - | - | - | ------ |
| Voleibol de praia |    |    |    |    |    |    |   |   |   |   | 2 |   |   | 2      |

## Quadro de medalhas
| Ordem | País        | Medalha de ouro | Medalha de prata | Medalha de bronze |   |
| ----- | ----------- | --------------- | ---------------- | ----------------- | - |
| 1     | Tailândia   | 2               |                  |                   | 2 |
| 2     | Cazaquistão |                 | 2                |                   | 2 |
| 3     | China       |                 |                  | 1                 | 1 |
| 3     | Indonésia   |                 |                  | 1                 | 1 |
| TOTAL | TOTAL       | 2               | 2                | 2                 | 6 |

## Medalhistas
| Evento               | Ouro                                               | Prata                                               | Bronze                                                  |
| Masculino (detalhes) | Thosapol Puangprasert Warut Prasanok THA Tailândia | Vladislav Pustynnikov Sergey Bogatu KAZ Cazaquistão | Gede Eka Agustiawan Ade Chandra Rachmawan INA Indonésia |
| Feminino (detalhes)  | Aunchalee Yansuwan Prateep Kambut THA Tailândia    | Bakhtygul Samalikova Lyubov Bogatu KAZ Cazaquistão  | Chen Chunxia Lu Yuanyuan CHN China                      |